# Posòu
Pouzol és un municipi francès situat al departament del Puèi Domat i a la regió d'Alvèrnia-Roine-Alps. L'any 2007 tenia 261 habitants.

## Demografia

### Població
El 2007 la població de fet de Pouzol era de 261 persones. Hi havia 94 famílies de les quals 20 eren unipersonals (12 homes vivint sols i 8 dones vivint soles), 37 parelles sense fills, 33 parelles amb fills i 4 famílies monoparentals amb fills.
La població ha evolucionat segons el següent gràfic:
Habitants censats

### Habitatges
El 2007 hi havia 180 habitatges, 107 eren l'habitatge principal de la família, 66 eren segones residències i 7 estaven desocupats. 168 eren cases i 4 eren apartaments. Dels 107 habitatges principals, 90 estaven ocupats pels seus propietaris, 14 estaven llogats i ocupats pels llogaters i 2 estaven cedits a títol gratuït; 10 tenien dues cambres, 19 en tenien tres, 31 en tenien quatre i 47 en tenien cinc o més. 98 habitatges disposaven pel capbaix d'una plaça de pàrquing. A 37 habitatges hi havia un automòbil i a 56 n'hi havia dos o més.

### Piràmide de població
La piràmide de població per edats i sexe el 2009 era:
| Homes | Edats   | Dones |
| ----- | ------- | ----- |
| 0     | 95 o +  | 0     |
| 0     | 90 a 94 | 0     |
| 0     | 85 a 89 | 4     |
| 12    | 80 a 84 | 4     |
| 4     | 75 a 79 | 16    |
| 8     | 70 a 74 | 4     |
| 0     | 65 a 69 | 4     |
| 4     | 60 a 64 | 4     |
| 4     | 55 a 59 | 4     |
| 16    | 50 a 54 | 12    |
| 16    | 45 a 49 | 8     |
| 8     | 40 a 44 | 4     |
| 12    | 35 a 39 | 8     |
| 0     | 30 a 34 | 0     |
| 0     | 25 a 29 | 8     |
| 8     | 20 a 24 | 0     |
| 4     | 15 a 19 | 4     |
| 4     | 10 a 14 | 8     |
| 4     | 5 a 9   | 8     |
| 0     | 0 a 4   | 4     |

## Economia
El 2007 la població en edat de treballar era de 167 persones, 120 eren actives i 47 eren inactives. De les 120 persones actives 107 estaven ocupades (64 homes i 43 dones) i 12 estaven aturades (7 homes i 5 dones). De les 47 persones inactives 19 estaven jubilades, 10 estaven estudiant i 18 estaven classificades com a «altres inactius».

### Ingressos
El 2009 a Pouzol hi havia 113 unitats fiscals que integraven 257 persones, la mediana anual d'ingressos fiscals per persona era de 15.418 €.

### Activitats econòmiques
Dels 10 establiments que hi havia el 2007, 4 eren d'empreses de construcció, 3 d'empreses d'hostatgeria i restauració, 2 d'empreses immobiliàries i 1 d'una empresa classificada com a «altres activitats de serveis».
Dels 3 establiments de servei als particulars que hi havia el 2009, 1 era un paleta, 1 fusteria i 1 empresa de construcció.
L'any 2000 a Pouzol hi havia 20 explotacions agrícoles que ocupaven un total de 950 hectàrees.

## Equipaments sanitaris i escolars
El 2009 hi havia una escola elemental.

## Poblacions més properes
El següent diagrama mostra les poblacions més properes.